# 草氨酸盐
草氨酸盐是草氨酸形成的盐，含有H
2NC
2O−
3离子。
草氨酸和金属相应的氢氧化物或碳酸盐反应，可以制备草氨酸盐，例如：
2 H2NCOCOOH + CoCO3 → (H2NC2O3)2Co + H2O + CO2↑
过渡金属的草氨酸盐对热稳定性不高，镍盐在215℃开始分解，而铜盐的开始分解的温度只需165℃。过渡金属草氨酸盐在更高温度分解时，会释放出剧毒的气体CO和HCN。